# Marta Robin
Marta Robin, właśc. Marthe Robin (ur. 13 marca 1902 w Châteauneuf-de-Galaure, zm. 6 lutego 1981 tamże) – francuska tercjarka franciszkańska, mistyczka i stygmatyczka, duchowa matka wspólnot świeckich o charakterze religijnym „Ogniska Miłości” (fr. Foyers de Charité), Czcigodna Służebnica Boża Kościoła katolickiego. Na swoim ciele miała nosić stygmaty upodobniające ją do Chrystusa.
Marta była najmłodszą spośród sześciorga rodzeństwa. W 1918 zdiagnozowano u niej paraliż kończyn dolnych i górnych, a także zanik odruchu przełykania. Lekarze nie potrafili postawić jednoznacznej diagnozy. Dopiero w drugiej połowie XX wieku uznano, że najprawdopodobniej chorowała na wirusowe zapalenie mózgu. W 1928 roku dotknęła ją blokada krążenia krwi w kończynach, czego skutkiem był brak możliwości samodzielnego poruszania się.

## Mistycyzm i działalność
20 maja 1921 Marta miała doznać pierwszego objawienia Matki Bożej. Był to początek serii wizji świętych.
Według zeznań świadków, miała ona dar inedii, bilokacji, proroctwa, przeżywania Męki Pańskiej i stygmatów (od 2 października 1930). Co czwartek przyjmowała konsekrowaną hostię, która miała być jej jedynym pokarmem przez 52 lata. Jej dom stał się celem pielgrzymek. Dnia 2 listopada 1928 roku została przyjęta do III Zakonu Św. Franciszka.
Choć od 1986 roku toczy się proces beatyfikacyjny Marty Robin, jej mistyczne przeżycia nie zostały jak dotąd oficjalnie potwierdzone przez Kościół. 7 listopada 2014 papież Franciszek promulgował dekret o heroiczności jej cnót.

## Duchowe dzieło
Marta Robin poprosiła swojego spowiednika ks. Georges’a Fineta o zorganizowanie pięciodniowych rekolekcji w milczeniu. We wrześniu 1936 ksiądz Finet przyjechał do Chateauneuf i wygłosił pierwsze rekolekcje. Uczestniczki uroczystości założyły „Ognisko Miłości”, wspólnotę świeckich, którym przewodzi kapłan. Wspólnota otworzyła swoje oddziały w różnych krajach świata, a w 1986 została uznana i usankcjonowana przez Stolicę Apostolską za międzynarodowe stowarzyszenie wiernych. W Polsce istnieją dwa takie Ogniska Miłości: w Olszy oraz Kaliszanach.
Wśród jej uczniów byli również bracia Marie-Dominique Philippe i Thomas Philippe oraz Jean Vanier, założyciele wspólnot Świętego Jana i L’Arche.

## Kontrowersje
W książce „La fraude mystique de Marthe Robin” (Mistyczne oszustwo Marthy Robin) napisanej przez ks. Conrada De Meestera na zlecenie Stolicy Apostolskiej w związku z toczącym się procesem beatyfikacyjnym autor zarzucił Marcie Robin plagiat i oszustwo. Miała ona wykorzystać treść pism kilku innych mistyków oraz kłamać w sprawie żywienia się wyłącznie konsekrowaną hostią.